# Circumnavigazione dell'Africa
La circumnavigazione dell'Africa è stata una via marittima durante l'età delle scoperte, alternativa della rotta delle spezie via terra.

## Storia
La sempre instabile situazione politica nel Medio Oriente, stimolò le potenze marinare a ricercare vie alternative a quelle verso il Levante. Precursori furono i portoghesi che, essendo esclusi dalle rotte del Mediterraneo, su impulso del principe Enrico il Navigatore, iniziarono a navigare nell'Atlantico.
Oltre ai già menzionati fratelli Ugolino e Vadino Vivaldi che raggiunsero il Senegal, ed a Lanzerotto Malocello (1270–1336), che arrivò alle Canarie, dette allora Isole Fortunate. Nel 1341, sempre per conto della corona portoghese, Nicoloso da Recco ed Angiolino del Tegghia de' Corbizzi raggiunsero Madera e le Azzorre.
Nel 1424 due navi comandate da Gil Eanes e da Afonso Gonçalves de Antona Baldaya riuscirono a doppiare Capo Bojador, e nel 1436 il Baldaya giunse sino alla foce del Río de Oro. Nel 1441 Nuno Tristão raggiungeva nel Sahara Occidentale la penisola di Cabo Blanco e l'isola di Arguin in Mauritania. Il Senegal fu nuovamente raggiunto nel 1445 da Lancillotto Pessanha, creando un primo insediamento commerciale da cui provenivano schiavi e polvere d'oro. Nello stesso anno 1445 Antonio da Noli scoprì le isole del Capo Verde, mentre nel 1446 Álvaro Fernandes raggiungeva la Sierra Leone. Infine, nel 1455 Alvise Da Mosto assieme ad Antoniotto Usodimare pervennero al fiume Gambia ed alle isole Bissagos.
La caduta di Costantinopoli nel 1453, determinò il passaggio ai Turchi del controllo delle preziose merci che giungevano in Europa dall'Asia. Fu quindi obbligatoria l'esigenza di trovare vie alternative per giungere in India e in Cina.
Il mondo geografico si divise in due scuole di pensiero: una, definita tolemaica, era convinta che l'unica via alternativa fosse la ricerca di un passaggio o a nord dell'Europa o circumnavigando l'Africa, un'altra detta oceanica, guidata dal geografo fiorentino Paolo Toscanelli sosteneva che si potesse raggiungere l'India tramite l'Oceano Atlantico.
Le innovazioni e i fondamentali progressi nella navigazione e nella cartografia permisero le grandi esplorazioni compiute nel Quattrocento da spagnoli e in particolare dai portoghesi, cui va, anche il merito di avere identificato la costellazione della Croce del Sud come stella di riferimento per la navigazione nel mare australe, al posto della Stella Polare, i portoghesi, inoltre, trassero vantaggio dalla particolare tecnica di navigazione in alto mare, la cosiddetta volta do mar, messa a punto originariamente per l'attraversamento dell'Atlantico settentrionale.
Dopo la morte di Enrico il Navigatore, l'Infante principe Fernando, ridiede impulso ai viaggi affidando l'impresa di scoprire nuove terre ai navigatori Diego Alfonso, Pedro da Sintra, João de Santarém e Pêro Escobar che nel decennio dal 1461 al 1471 scoprirono le isole di Annobón e di São Tomé e Príncipe mentre l'anno successivo Fernão do Pó sbarcava nella maggiore fra le isole del golfo del Biafra nell'isola che porta il suo nome: Fernando Poo. Durante il regno di Alfonso V continuò l'espansione coloniale portoghese, si scoprì il Gabon per opera del navigatore Lopo Gonçalves, e nel 1471, egli assieme a Rui de Sequeira, fu il primo europeo ad attraversare l'equatore. Nel 1481 il mercante e navigatore Fernão Gomes da Mina rafforzò il possedimento portoghese della città di Elmina facendo costruire l'Elmina Castle (Castello di Elmina), nel 1482, forte con funzione cruciale rispetto al lucroso commercio di oro alluvionale. Nel 1483 l'esploratore Diogo Cão raggiunse la foce del fiume Congo, ed, in cerca di schiavi, inviò alcuni marinai all'interno del bacino fluviale presso il regno del Congo. Navigò ancora verso sud, fino a Cabo de Santa Maria, (l'attuale Angola). Nel secondo viaggio del 1486 raggiunse Cape Cross, (nell'attuale Namibia).
Nel 1487 Bartolomeo Diaz, doppiò Capo di Buona Speranza, l'impresa fu il prodromo di quella di Vasco da Gama, che partendo l'8 luglio 1497 da Lisbona (con tre navi armate dalla casa mercantile fiorentina, di Girolamo Sernigi che viveva a Lisbona e redasse la relazione del viaggio al ritorno di Vasco), doppiò il Capo di Buona Speranza, raggiunse le coste del Natal (da lui così chiamato avendole raggiunte il giorno di Natale del 1497), oltrepassò il Canale di Monzabico fino ai porti di Mombasa e di Malindi e il 24 maggio 1498 sbarca a Calicut, nel Malabar, sulla costa sud-occidentale dell'India. I mercanti arabi convinsero il rajà a non accordare protezione a quello che appariva come un pericoloso concorrente, ma l'impresa di Vasco da Gama segnò un punto fondamentale per la costituzione dell'Impero portoghese in Africa ed in Asia.
Essenziali furono poi gli scali non di cabotaggio dell'Africa verso l'Asia, nel 1502 furono scoperte ad opera del navigatore portoghese João da Nova, le isole di Ascensione e di Sant'Elena ( di quest'ultima, per quasi un secolo la posizione venne mantenuta segreta, cosicché i primi residenti furono tutti di origine portoghese). Nel 1506 il navigatore Tristão da Cunha, sulla rotta per il Capo di Buona Speranza avvistò un'isola cui diede il suo nome Ilha de Tristão da Cunha.
La superiorità tecnologica delle armi dei portoghesi permise loro di sconfiggere i potentati arabi che si erano insediati nella costa della Tanzania sin dal IX secolo, furono conquistate le isole di Kilwa Kisiwani( di cui era nota l'esistenza essendo stata visitata da Ibn Battuta), e l'arcipelago di Zanzibar già nell'agosto del 1505, sempre nel 1505 fu occupata la città marittima di Kannur sulla costa est dell'India. Ad opera dell'ammiraglio Alfonso de Albuquerque nel 1510 fu conquistata la città di Goa sulla costa ovest dell'India, le sue imprese militari lo portarono all'occupazione della Malacca nel 1511, e dell'isola di Timor nel 1512, conquistò nel 1515 lo scalo commerciale di Hormuz, riuscì a porre delle basi portoghesi perfino nella penisola arabica: Khawr Fakkān nel golfo di Oman, e Dibā nella penisola di Musandam. Ebbe così inizio l'interdizione del secolare commercio arabo agevolata dalla costruzione di una catena di forti marittimi ed approdi che fu il fulcro della penetrazione portoghese in Asia, e che culminò con il possedimento di Macao nel 1552.
Infine, dopo il Trattato di Tordesillas il Portogallo con Pedro Álvares Cabral nel 1500 raggiunse la costa del Brasile.

## Cronologia
- 1291 Ugolino e Vadino Vivaldi esplorano oltre lo stretto di Gibilterra ma la spedizione si disperde
- 1415 Battaglia di Ceuta, primo baluardo portoghese in Africa
- 1434 Gil Eanes raggiunge e supera Capo Bojador
- 1482 Diogo Cão raggiunge il Congo
- 1485 Diogo Cão raggiunge l'Angola
- 1488 Bartolomeu Dias raggiunge il capo di Buona speranza e scopre la fine del continente
- 1498 Vasco da Gama scopre la via marittima per le Indie orientali e completa la circumnavigazione dell'Africa

## Galleria d'immagini

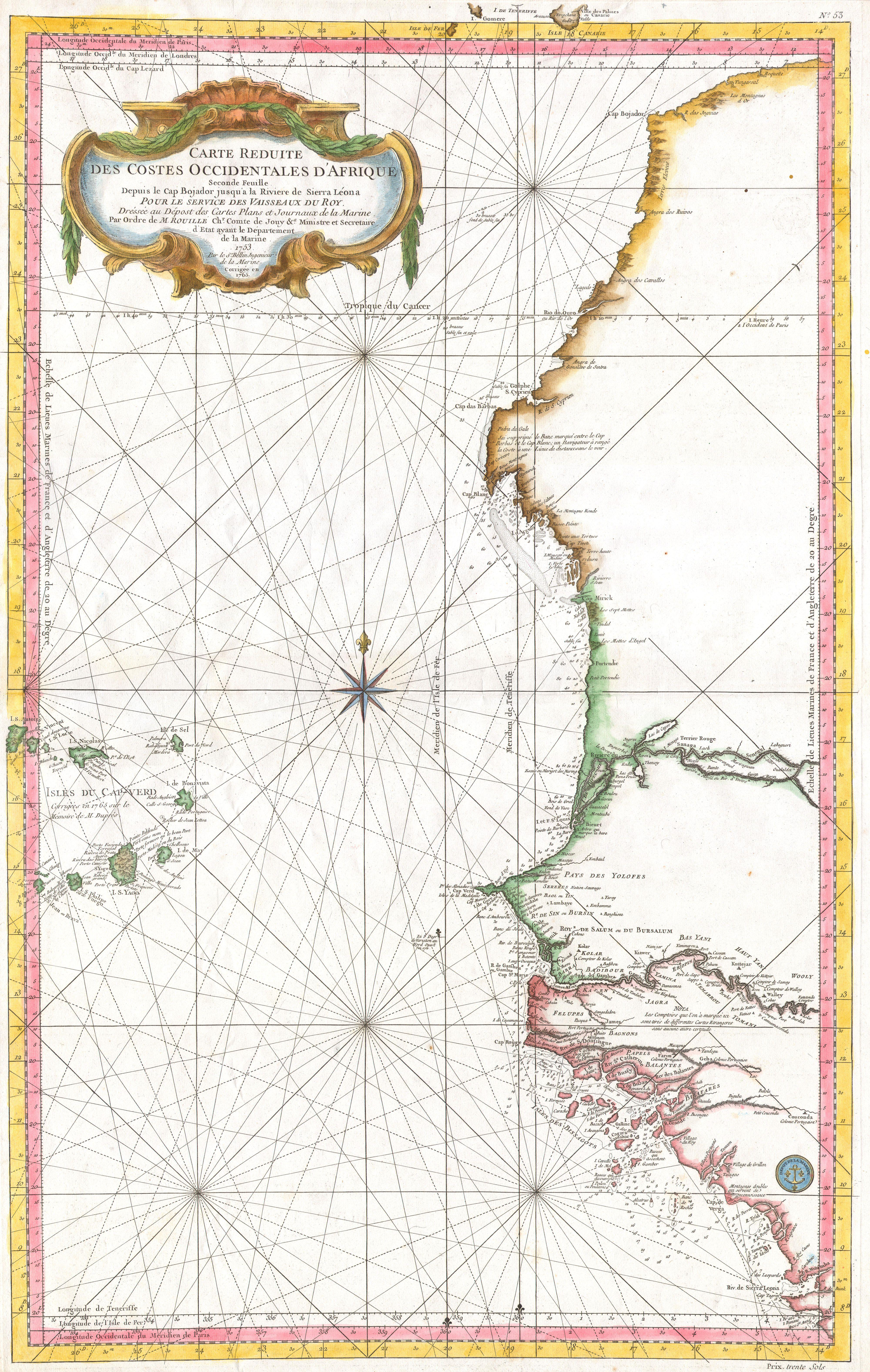
Mappa marittima dell'Africa Occidentale (Senegal, Gambia, Guinea, etc.)
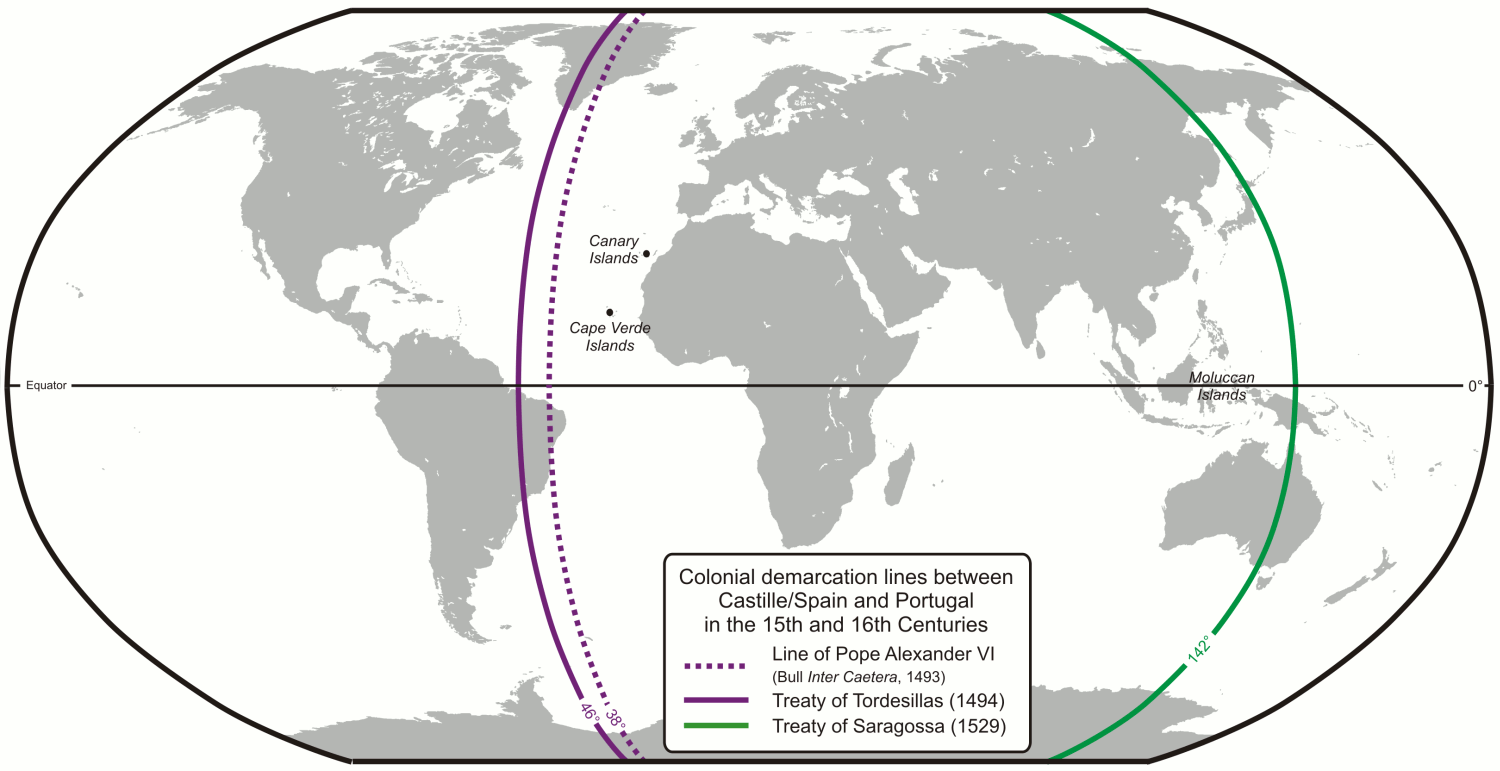
Mappa del Trattato di Tordesillas sulla divisione del Globo tra Spagna e Portogallo
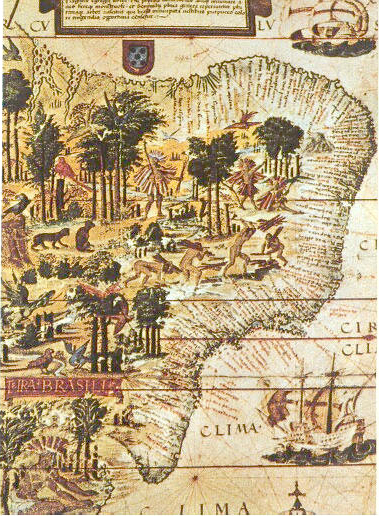
Mappa del Brasile, anno 1519.
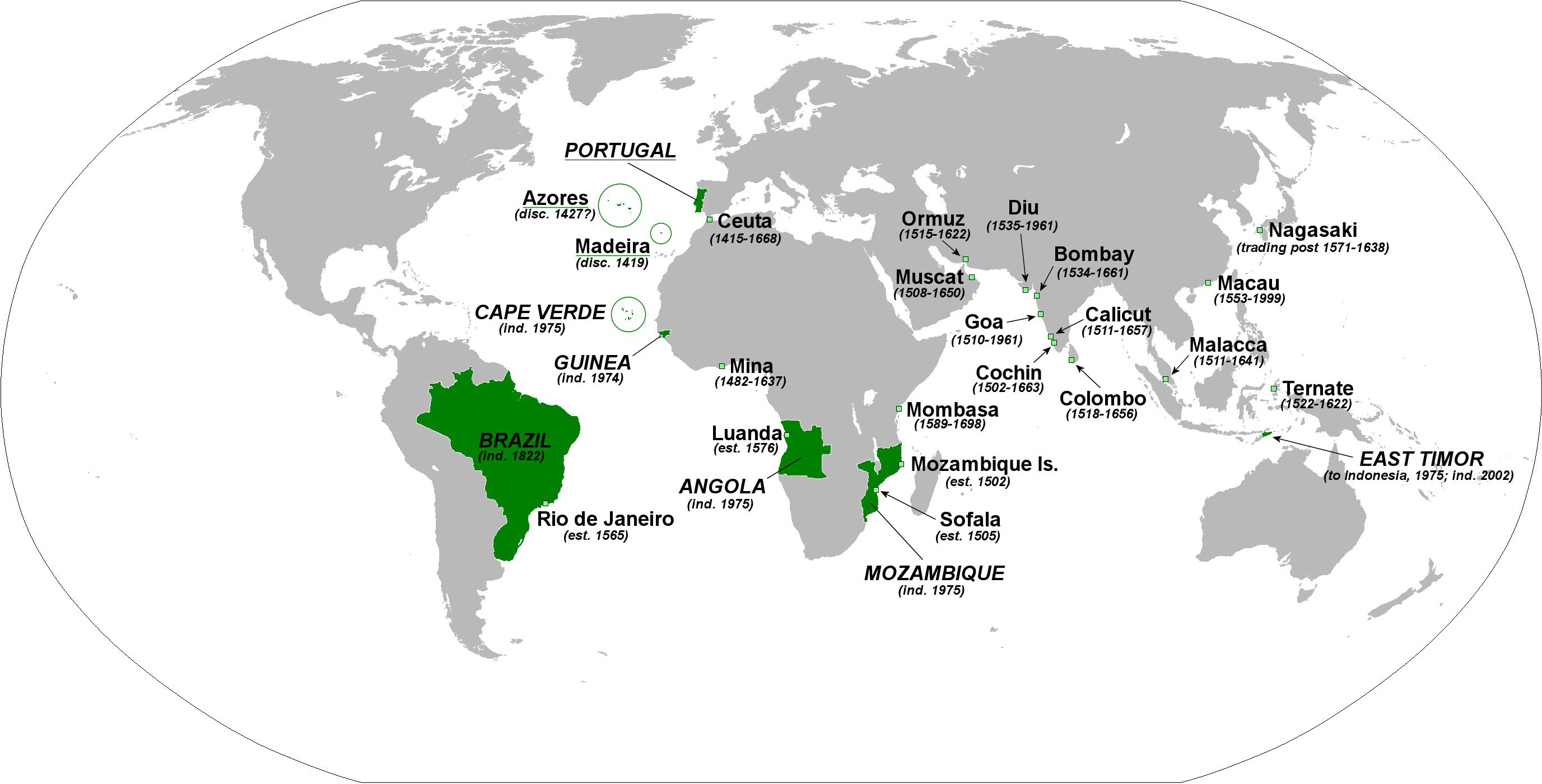
L'Impero portoghese nella sua massima espansione